# دوبژن (استان اوپوله)
دوبژن (به لهستانی: Dobrzyń) یک منطقهٔ مسکونی در لهستان است که در گمینا لوبشا واقع شده‌است. دوبژن ۷۰۰ نفر جمعیت دارد.